# Canal de Saipán
El canal de Saipán (en inglés: Saipan Channel) es un cuerpo de agua clasificado como estrecho que separa la costa sur de la isla de Saipán de la costa norte de la también isla de Tinian en las Islas Marianas del Norte, un territorio de los Estados Unidos en el océano Pacífico.